# Jan Kudera
Jan Kudera, (ur. 18 czerwca 1872 w Mysłowicach, zm. 19 listopada 1943 w Bieruniu Starym) – polski ksiądz, literat, kolekcjoner starych książek.
Syn Antoniny (z domu Miedniok) i Windentego Kuderów, brat Brunona Kudery.
W latach 1878–1885 uczęszczał do wielowyznaniowej szkoły powszechnej przy pl. Wolności, a następnie do niemieckiej Höhere Knabenschule w Mysłowicach. W 1887 roku rozpoczął naukę w gimnazjum w Bytomiu, którego nie ukończył z powodu problemów materialnych rodziców. W 1897 roku zdał jednak maturę w gimnazjum w Kłodzku i rozpoczął studia teologiczne we Wrocławiu.
Święcenia kapłańskie przyjął 22 czerwca 1901 roku w kościele Świętego Krzyża we Wrocławiu, a następnie pełnił posługi duszpasterskie w Bełku, Bielszowicach, Berlinie, Toszku, Lasowicach, Gierałtowicach i Halembie. W 1920 roku za wstawiennictwem Achillesa Rattiego (późniejszego papieża Piusa XI) został skierowany przez biskupa wrocławskiego Adolfa Bertrama na probostwo w Brzezince. Sześć lat później został dziekanem dekanatu mysłowickiego.
Zmarł nagle w Bieruniu Starym, skąd jego szczątki zostały przeniesione do kaplicy cmentarnej w Brzezince.

## Twórczość
- Polska pieśń nabożna na Górnym Śląsku: zarys historyczny i ocena, 1911
- Dziennikarstwo polskie na Śląsku. Zarys historyczny, 1912
- Nieco o tłómaczeniu biblii, 1912
- Józef Lompa: zasłużony działacz, krzewiciel ducha polskiego na Śląsku, 1913
- Juljusz Ligoń: jego życie i zasługi względem Górnego Śląska, 1918
- Ks. Norbert Bonczyk jako poeta, 1918
- Obrazy Ślązaków wspomnienia godnych, 1920
- Pasterka z Lourdes – dramat religijny w 5-ciu aktach, 1920
- Ksiądz Konstanty Damrot (Czesław Lubiński): śląski wieszcz, 1920
- Dzieje parafii i wsi Brzezinka, 1928
- Historia kościoła Najświętszej Marji Panny w Mysłowicach, 1928
- 60 lat wyższego szkolnictwa w Mysłowicach, 1933
- Historia parafii mysłowickiej, 1934
- Księża pochodzący z parafii mysłowickiej, 1936
- Najpopularniejszy kapłan G. Śląska: ks. Antoni Stabik, 1937
- Walenty Roździeński, sławny mistrz i autor książki o hutnictwie śląskim w XVII wieku, 1938
- Dwa wypadki inkwizycji w Mysłowicach, 1939